# Andrew Cayton
Andrew Robert Lee Cayton (* 9. Mai 1954 in Cincinnati; † 17. Dezember 2015 in Columbus) war ein US-amerikanischer Historiker, der sich mit der Geschichte der Frontier im Mittleren Westen beschäftigte.

## Leben
Cayton schloss die Marietta High School 1972 ab. Die University of Virginia verlieh ihm 1976 seinen Bachelor. 1977 erhielt er seinen Master und promovierte 1981 von der Brown University. Er lehrte bei Harvard University, Wellesley College, Ball State University, Miami University, Leiden University, und der Ohio State University. Bei der Miami University, wo er 25 Jahre lang lehrte, hielt er den Titel des ausgezeichneten Professor. Kurz vor seinem Tod trat er den Posten des Warner Woodring Chair in History an.

## Werk
Caytons 1989 veröffentlichtes Werk The Frontier Republic: Ideology and Politics in the Ohio Country, 1780-1825 behandelt das frühe politische Leben in Ohio, das während der frühen Republik noch als Teil der Frontier, das von den ersten politischen Parteien der Föderalisten und Republikaner geprägt wurde. Während Föderalisten die Nation vertrat, befürworteten Republikaner die einzelnen Staaten. Rezensionen fielen positiv aus. So beschrieb Malcolm J. Rohrbough das Buch als exzellent.
Zusammen mit Peter S. Onuf schrieb er The Midwest and the Nation: Rethinking the History of an American Region, welches die Formierung des Mittleren Westen als Kulturregion beschreibt. Sie lehnen die Frontier-These des Frederick Jackson Turner ab und fokussieren sich stattdessen auf den fortschreitenden Markt. Das Werk wurde von mehreren Rezensionen als gut beschrieben, z. B. bezeichnet Gary J. Kornblith das Buch als wichtig für die Geschichtsschreibung der Region. Ralph D. Gray lobt das Buch als ein Muss für Historiker der Region.
Cayton schrieb den Teil über Indiana der Reihe A History of the Trans-Appalachian Frontier der Indiana State University Press namens Frontier Indiana: A History of the Trans-Appalachian Frontier. Wie der Name schon sagt behandelt Cayton in einer Reihe von Essays die Frontier von Indiana. In einer Doppelrezension von diesem Buch und The Ohio Frontier: Crucible of the Old Northwest, 1720–1830., einem weiteren Buch aus der Reihe, beschreibt beide Bände und die Serie insgesamt als hilfreich.
Zur 200-Jahr-Jubiläum von Ohio wurde Caytons Buch Ohio: The History of a People, das die Geschichte von Ohio behandelt, 2003 veröffentlicht. Rezensiert wurde das Buch positiv. Laura Tuennerman-Kaplan nennt das Buch interessant und durchdacht. R. Douglas Hurt bezeichnet Ohio: The History of a People als hervorragend.
Zusammen mit Fred Anderson schrieb er das 2005 veröffentlichte Buch The Dominion of War: Empire and Liberty in North America, 1500–2000, welches die Geschichte der Vereinigten Staaten mit Fokus auf imperialistisch geprägte Kriege behandelt. Diese wird durch die Linse von Biografien, z. B. George Washington, gesehen. Mit ihrem Fokus auf Imperialismus kritisieren sie den Mythos der friedlichen Vereinigten Staaten. Rezensionen fielen positiv aus.
Zwei Jahre vor seinem Tod, 2013, wurde sein letztes Werk, Love in the Time of Revolution, veröffentlicht. Es beschreibt den Einfluss von William Godwin und Mary Wollstonecraft. Rezensionen fielen positiv aus.

## Veröffentlichungen (Auswahl)
- The Frontier Republic: Ideology and Politics in the Ohio Country, 1780-1825 Kent State University Press, Kent 1986, ISBN 9780873383325
  - The Frontier Republic: Ideology and Politics in the Ohio Country, 1780-1825 Taschenbuchausgabe. Kent State University, Kent 1989, ISBN 9780873384094
- The Midwest and the Nation: Rethinking the History of an American Region Indiana University Press, Bloomington 1990, ISBN 9780253315250 (Zusammen mit Peter S. Onuf)
- Frontier Indiana: A History of the Trans-Appalachian Frontier Indiana University Press, 1998 Bloomington
- Ohio: The History of a People The Ohio State University Press, 2002 Columbus, ISBN 9780814208991
  - Ohio: The History of a People Taschenbuchausgabe. The Ohio State University Press, 2021 Columbus, ISBN 9780814257159
- The Dominion of War: Empire and Liberty in North America, 1500-2000 Viking, 2005 (Zusammen mit Fred Anderson)
- The American Midwest: An Interpretive Encyclopedia. Indiana University Press, Bloomington 2007, ISBN 0-25-334886-2 (Herausgeber zusammen mit Richard Sisson und Christian Zacher)
- Love in the Time of Revolution: Transatlantic Literary Radicalism and Historical Change, 1793-1818, University of North Carolina Press, 2013, ISBN 9781469608266
  - Love in the Time of Revolution: Transatlantic Literary Radicalism and Historical Change, 1793-1818, University of North Carolina Press, 2017, ISBN 9781469633497